# Franz Schulz (SS-Mitglied)
Franz Julius Hermann Schulz (* 5. September 1894 in Berlin; † 6. Mai 1970 in Eutin) war ein deutscher Polizeibeamter der Gestapo und SS-Führer.

## Lebenslauf
Schulz trat in den 1920er Jahren in den Dienst der Kriminalpolizei in Berlin. Im Dezember 1927 stand er im Rang eines Kriminalkommissars. Im Frühjahr 1933 wurde er Mitglied der NSDAP.
Schulz leitete als Kriminaldirektor das nach dem Attentat von Georg Elser auf Adolf Hitler vom November 1939 geschaffene Referat IV A 4 („Schutzdienst, Attentatsmeldung, Überwachungen, Sonderaufträge, Fahndungstrupp“) im Reichssicherheitshauptamt, dem die Bewachung von führenden Persönlichkeiten aus Partei und Staat oblag.
In der SS erreichte Schulz mindestens den Rang eines SS-Obersturmbannführers.